# 河南固始农村商业银行
河南固始农村商业银行，简称固始农商行，是位于中国河南省信阳市固始县的一家农村商业银行银行。其前身是固始县农村信用联社及其改制设立的河南固始农村合作银行。固始农村商业银行于2013年1月完成改制，总部位于固始县蓼北路。2020年资产总额241.19亿元，存款余额215.76亿元，贷款余额120.93亿元，存贷款规模均居固始县内金融机构首位。现有一个营业部、37家支行、16家分理处，网点遍布固始县所有乡镇。